# Cnemophilus
Cnemophilus là một chi chim trong họ Cnemophilidae.